# V343 Водолея
V343 Водолея (лат. V343 Aquarii) — одиночная переменная звезда в созвездии Водолея на расстоянии приблизительно 1450 световых лет (около 445 парсеков) от Солнца. Видимая звёздная величина звезды — от +13,2m до +12,55m.

## Характеристики
V343 Водолея — оранжевый карлик, вращающаяся переменная звезда типа BY Дракона (BY) спектрального класса K7V. Радиус — около 2,6 солнечных, светимость — около 2,279 солнечных. Эффективная температура — около 4395 К.